# Taizé (Saona y Loira)
 Taizé  es una población y comuna francesa, en la región de Borgoña, departamento de Saona y Loira, en el Distrito de Mâcon y cantón de Saint-Gengoux-le-National.
Está integrada en la Communauté de communes entre Grosne et Guye.
En ella se encuentra la comunidad monástica ecuménica de Taizé.

## Demografía
| 180 | 203 | 180 | 201 | 175 | 162 | 187 | 199 | 164 | 168 | 166 | 168 | 192 | 176 | 167 | 150 | 134 | 126 | 122 | 103 | 123 | 120 | 87 | 73 | 81 | 95 | 127 | 128 | 144 | 140 | 118 | 161 | 179 |
| Para los censos de 1962 a 1999 la población legal corresponde a la población sin duplicidades (Fuente: INSEE [Consultar]) |     |     |     |     |     |     |     |     |     |     |     |     |     |     |     |     |     |     |     |     |     |    |    |    |    |     |     |     |     |     |     |     |